# Lucio Julio César (procuestor)
Lucio Julio César  (m. 46 a. C.) fue un político y militar romano del siglo I a. C. miembro de la gens Julia.

## Familia
Lucio Julio César fue miembro de los Julios Césares, una familia patricia de la gens Julia. Fue hijo de Lucio Julio César, cónsul en el año 64 a. C., y hermano de Sexto Julio César.

## Carrera pública
No se sabe nada acerca de su nacimiento o de sus primeros años, sino que es citado por primera vez en el año 49 a. C., cuando, estallada la guerra civil entre César y Pompeyo, tomó partido por este último, a pesar de que su padre era uno de los lugartenientes de César. Debido a su parentesco con César, Pompeyo lo envió junto a uno de los pretores a entrevistarse con aquel. Sin embargo, la negociación fracasó. Ese mismo año, marchó hacia África para ponerse a las órdenes de los jefes pompeyanos de la zona —el rey de Numidia, Juba I y Publio Atio Varo— quienes vencieron al cesariano Cayo Escribonio Curión en batalla.
En el año 46 a. C., fue procuestor bajo las órdenes de Catón en Útica. Derrotados, sin embargo, los pompeyanos en Tapso y tras el suicidio de Catón, se rindió ante César. Murió asesinado un poco después. Si bien algunos pensaron que César lo había asesinado, no es para nada probable, sino que para la mayoría fue perdonado por César y muerto por simples asesinos.